# Джеймс-Таун (Вайомінг)
Джеймс-Таун (англ. James Town) — переписна місцевість (CDP) в США, в окрузі Світвотер штату Вайомінг. Населення — 455 осіб (2020).

## Географія
Джеймс-Таун розташований за координатами 41°33′51″ пн. ш. 109°32′12″ зх. д. / 41.56417° пн. ш. 109.53667° зх. д. (41.564067, -109.536657).  За даними Бюро перепису населення США в 2010 році переписна місцевість мала площу 8,76 км², з яких 8,18 км² — суходіл та 0,58 км² — водойми.

## Демографія
Згідно з переписом 2010 року, у переписній місцевості мешкало 536 осіб у 208 домогосподарствах у складі 159 родин. Густота населення становила 61 особа/км².  Було 224 помешкання (26/км²).
Расовий склад населення:
| - 91,0 % — білих - 0,7 % — корінних американців - 0,6 % — чорних або афроамериканців - 0,4 % — азіатів - 4,9 % — осіб інших рас |

До двох чи більше рас належало 2,4 %. Частка іспаномовних становила 10,1 % від усіх жителів.
За віковим діапазоном населення розподілялося таким чином: 23,1 % — особи молодші 18 років, 65,7 % — особи у віці 18—64 років, 11,2 % — особи у віці 65 років та старші. Медіана віку мешканця становила 42,5 року. На 100 осіб жіночої статі у переписній місцевості припадало 114,4 чоловіків;  на 100 жінок у віці від 18 років та старших — 112,4 чоловіків також старших 18 років.
Середній дохід на одне домашнє господарство  становив 74 876 доларів США (медіана — 90 591), а середній дохід на одну сім'ю — 94 863 долари (медіана — 91 911). За межею бідності перебувало 3,3 % осіб, у тому числі 0,0 % дітей у віці до 18 років та 0,0 % осіб у віці 65 років та старших.
Цивільне працевлаштоване населення становило 321 осіб. Основні галузі зайнятості: виробництво — 29,3 %, роздрібна торгівля — 18,1 %, освіта, охорона здоров'я та соціальна допомога — 14,0 %, сільське господарство, лісництво, риболовля — 12,8 %.